# Николай Черних
Николай Степанович Черних (на руски: Николай Степанович Черны̀х) е руски астроном, откривател на малки планети.

## Биография
Роден е на 6 октомври 1931 година в село Усман, Воронежка област (сега град в Липецка област). На 10-годишна възраст семейството му се преселва в Шерагул в Иркутска област. След отбиване на военна служба през 1954 г., постъпва в Иркутския педагогически институт, където изучава астрономия. Специализира астрометрия и динамика на малки тела в Слънчевата система.
От 1963 работи в Кримската астрофизическа обсерватория в Украйна, където се заема с наблюдението на автоматичната лунна станция „Луна 4“. Докато работи като завеждащ лабораторията по изследване на малките планети в Кримската обсерватория, Черних разработва оригинална методика за наблюдение на малките планети (астероиди). Той открива две периодически комети – 74P/Смирнова-Черних и 101P/Черних и 537 малки планети, включително и 2867 Штейнс и троянския астероид 2207 Антенор.
Николай Черних работи със своята колежка и съпруга Людмила Черних. Наричат астероид 2530 Шипка по случай 100-годишнината от епичните боеве за връх Шипка, а преди това той открива 2206 Габрова на 1 април – Деня на шегата, и го нарича на българската столица на хумора Габрово.
Астероидът 2325 Черних открит от чешкия астроном Антонин Маркос е кръстен в тяхна чест.
Умира на 26 май 2004 година във Воронежка област на 72-годишна възраст.